# Llandrindod Wells

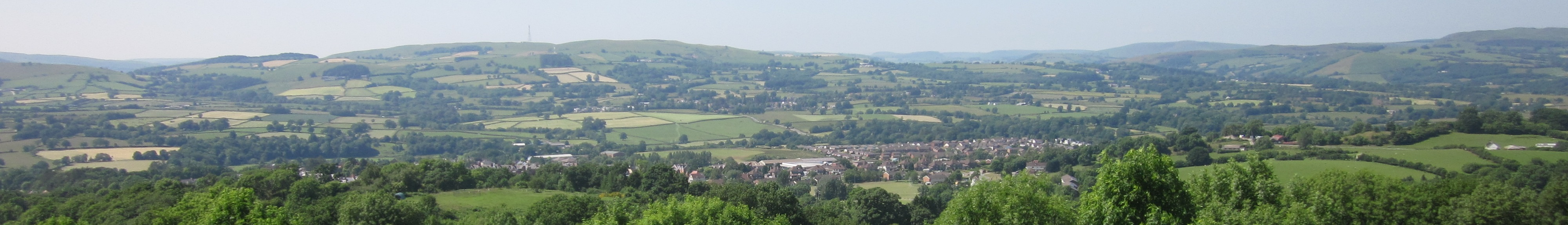

Llandrindod Wells (walesiska: Llandrindod) är en stad och community i Storbritannien.   Den ligger i Wales, 240 km väster om huvudstaden London. Llandrindod Wells är den administrativa huvudorten för kommunen Powys och antalet invånare är 5 309.